# Manfred Peters
Manfred Peters (*  23. November 1937 in Herne) ist ein ehemaliger deutscher Handballspieler.

## Karriere
Der 1,89 m große Peters spielte zunächst beim SV Sodingen, Polizeisportverein Bochum, Polizeisportverein Hannoversch-Münden, Polizeisportverein Hildesheim (auch als Spielertrainer) und letztlich beim MTV Eintracht Hildesheim. Aufgrund seiner „kraftvollen Würfe und seines genialen Anspiels“ wurde er 40-mal in der Niedersächsischen Auswahlelf und 22-mal in der Norddeutschen Auswahlelf eingesetzt. 
Manfred Peters bestritt zwischen 1960 und 1963 bis 1964 fünf Hallenhandball-Länderspiele und erzielte acht Tore. Er gewann mit der Deutschen Polizeiauswahl 1960 den Europameister-Titel im Hallenhandball. Mit der Norddeutschen Auswahlmannschaft gewann er den Bundespokal 1962 im Feldhandball im Endspiel gegen die Auswahlmannschaft des Südwestens. Mit der Niedersächsischen Polizeiauswahl gewann er 1962 und 1964 den Titel Deutscher Polizeimeister im Feldhandball.
Beruflich war er von 1958 bis 1997 bei der Niedersächsischen Landespolizei tätig, zuletzt als Polizeihauptkommissar, Diplomverwaltungswirt FH.